# Karolina (Ostrava)
Karolina je území o rozloze přibližně 30 hektarů nedaleko centra Ostravy. Pojmenována je po někdejším dole. Původně byla Karolina zastavěna továrnami těžkého průmyslu, nacházel se zde důl a koksovna. Ty ale postupně zanikaly a z Karoliny se stalo opuštěné území. V roce 2005 byla vyhlášena urbanistická soutěž na znovuzastavění Karoliny, tentokrát pod názvem Nová Karolina. V roce 2012 zde bylo postaveno nové obchodní centrum Forum Nová Karolina, o rok později kancelářská budova Nová Karolina Park a bytové domy Rezidence Nová Karolina.

## Historie

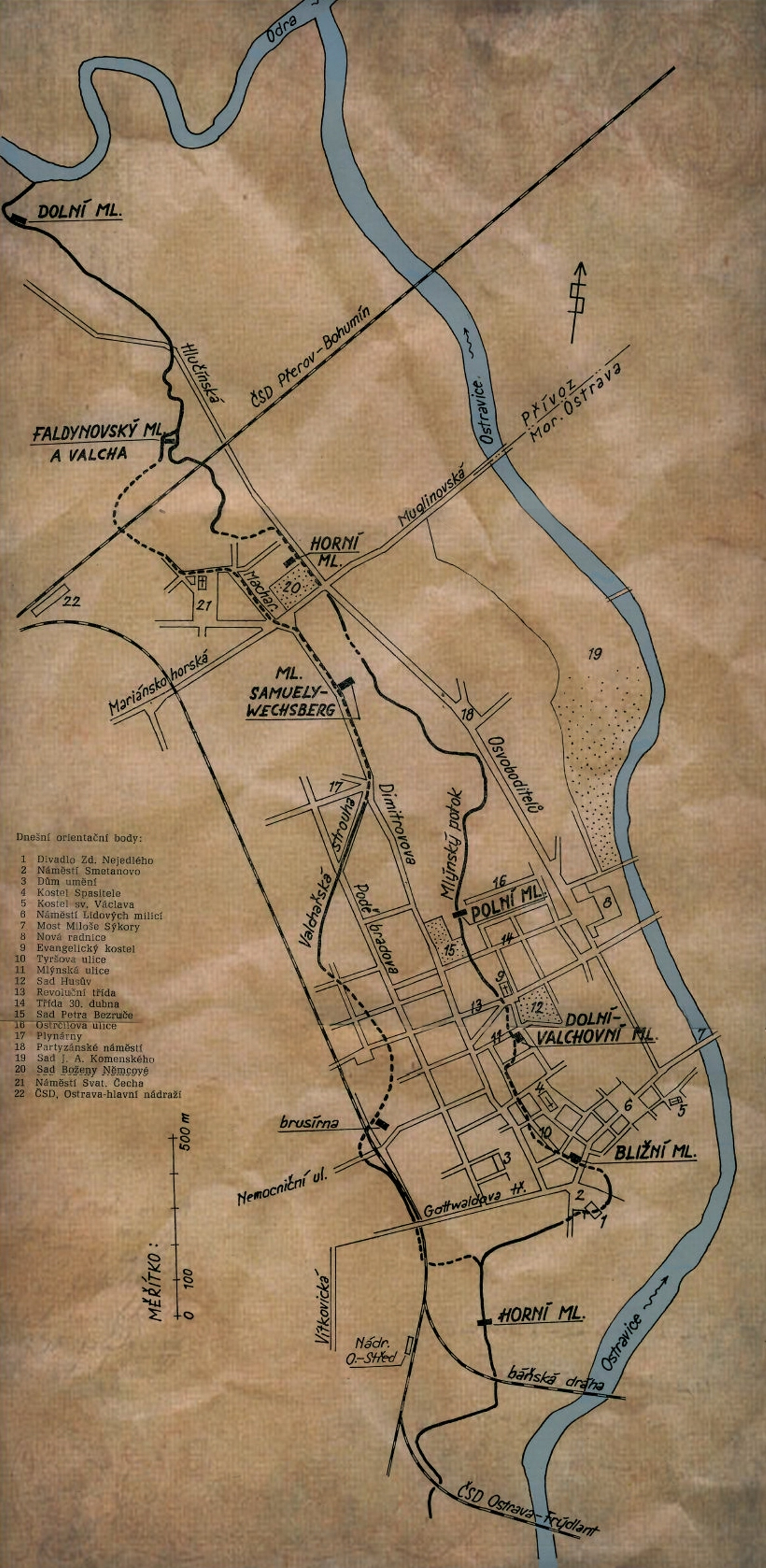
Horní mlýn v území Karoliny (spodní část plánku)

Ve středověku se celé území, tvořené poli a loukami, nacházelo za městskými hradbami obklopujícími Moravskou Ostravu. Vedla tudy cesta do vesnice Vítkovice a mlýnská strouha, na které byl nejpozději v roce 1396 vybudován mlýn. Jednalo se o největší a pravděpodobně vůbec první z ostravských mlýnů. Mlýn v držení různých majitelů fungoval až do poloviny 19. století, kdy ustoupil výstavbě koksovny.
Ve 30. letech 19. století se v lokalitě potvrdil nález černého uhlí a započalo hloubení první těžní jámy. Jejím majitelem se v roce 1843 stal Salomon Mayer Rothschild a pojmenoval ji po své manželce Caroline. Protože zdejší uhlí bylo vysoce kvalitní a vhodné pro koksování, usiloval Rothschild o výstavbu koksovny v blízkosti dolu. Ta byla dokončena a do provozu uvedena v roce 1858. Postupně zde vznikly i další průmyslové závody. Nejdříve to byla Schulerova huť. Zpočátku válcovna založená v roce 1869 Eustachem Josephem Gobietem, kterou byl už v roce 1874 nucen kvůli dluhům odprodat svému největšími věřiteli, opavskému bankéři Otto Schüllerovi, po němž byla huť pojmenována. Tento název nesla i po roce 1881, kdy ji odkoupilo Vítkovické horní a hutní těžířstvo (VHHT) a o dva roky později přestavělo na pudlovnu.

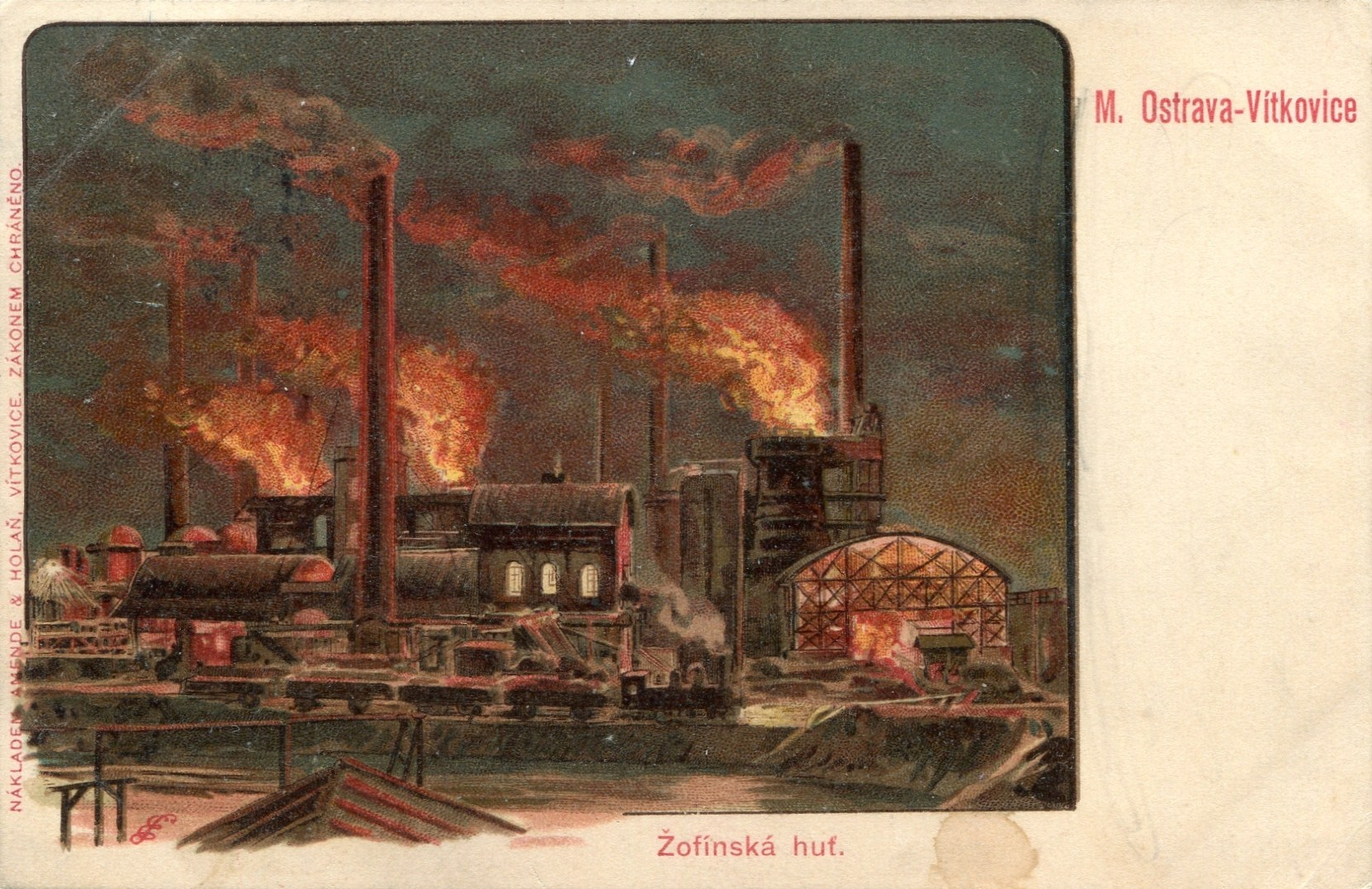
Žofinská huť (datováno do období 1860–1926)

V roce 1873 pak byla nedaleko založena Žofinská huť vyrábějící surové železo, jehož odběratelem byla mj. Schulerova huť. Od roku 1878 si ji pronajímalo VHHT až ji nakonec roku 1888 odkoupilo, aby se stala jedním z provozů Vítkovických železáren. V 50. a 60. letech 20. století se huť ještě dočkala modernizace, avšak v roce 1972 došlo k poslednímu odpichu a o tři roky později proběhla demolice celého vysokopecního komplexu.
Jediným pozůstatkem po Žofinské huti ve 21. století zůstala elektrocentrála s velínem, tzv. dvojhalí, které bylo postupně vybudováno (první hala v roce 1907, druhá v roce 1927) v těsném sousedství rovněž dochované elektrárny z roku 1905 zřízené pro koksovnu Karolina. Oba památkově chráněné objekty byly dle návrhu architekta Josefa Pleskota v roce 2014 rekonstruovány na multifunkční centrum Trojhalí.

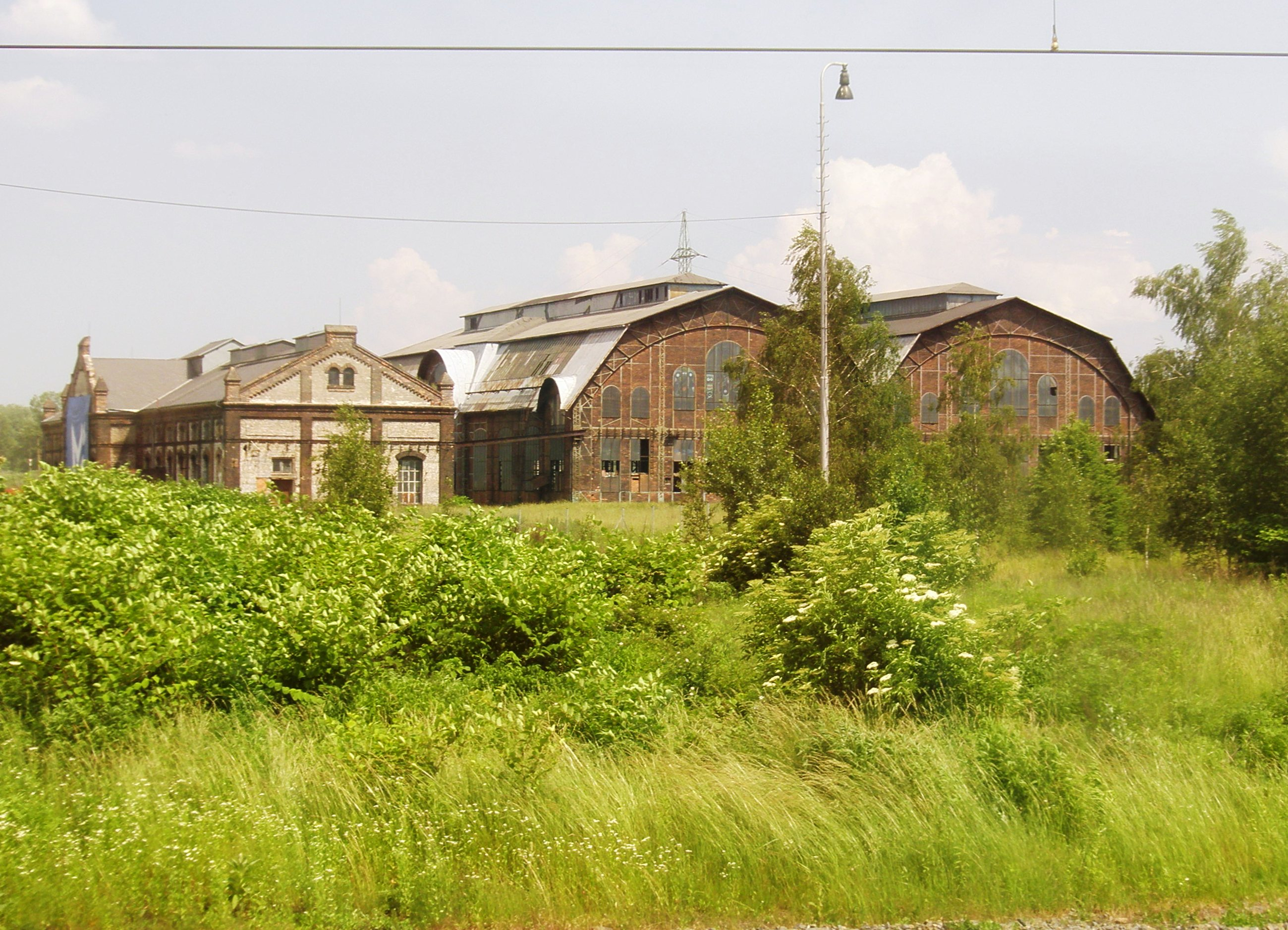
Stará elektrárna koksovny s dvojhalím před rekonstrukcí (2008)

Součástí koksovny bylo vedle elektrárny i uhelné prádlo (od roku 1906), briketárna a od roku 1896 i laboratoř zpracovávající vedlejší produkty koksárenské výroby. Z osamostatněné laboratoře se v roce 1926 staly chemické závody, které se dále rozvíjely a v různé organizační podobě fungovaly až do roku 1972. Ve stejném roce měl být také ukončen provoz samotné koksovny, avšak k definitivnímu uzavření došlo až v roce 1984. Těžba v dole Karolina byla tou dobou už více než půl století zastavena, když jeho těžní jáma byla zasypána v roce 1933. Důvodem byla nejen nemožnost rozšiřovat důlní pole pod centrem města, ale také vysoké finanční náklady na jeho prohloubení.
Demolice jednotlivých částí průmyslového areálu probíhala na konci 80. let, přičemž završena byla v roce 1989 odstřelem funkcionalistické budovy prádla (úpravny uhlí), které od roku 1927 tvořilo jednu z charakteristických dominant Ostravy.

## Rekultivace území

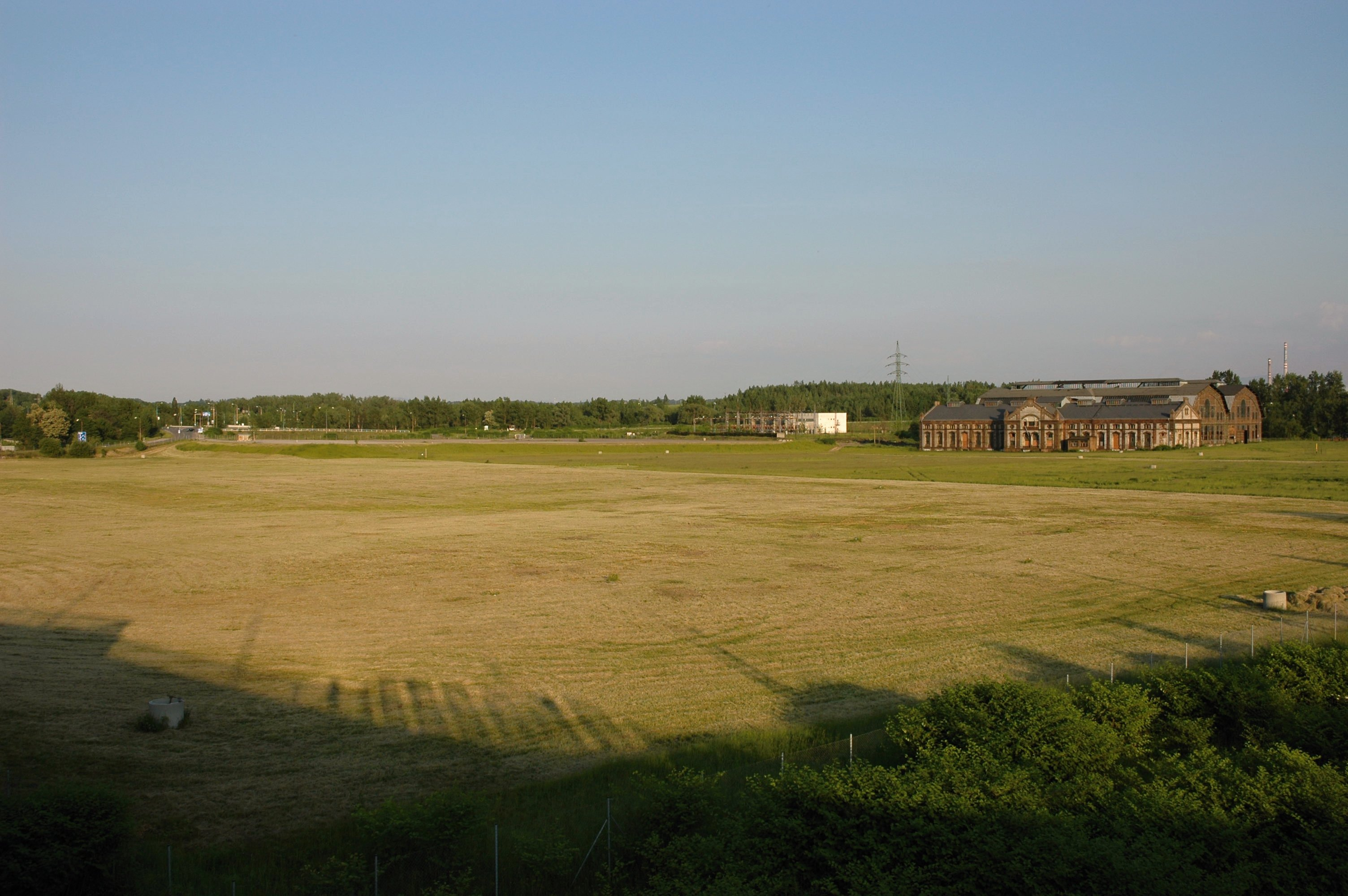
Sanované území před zahájením stavebních prací na Nové Karolině (2008)

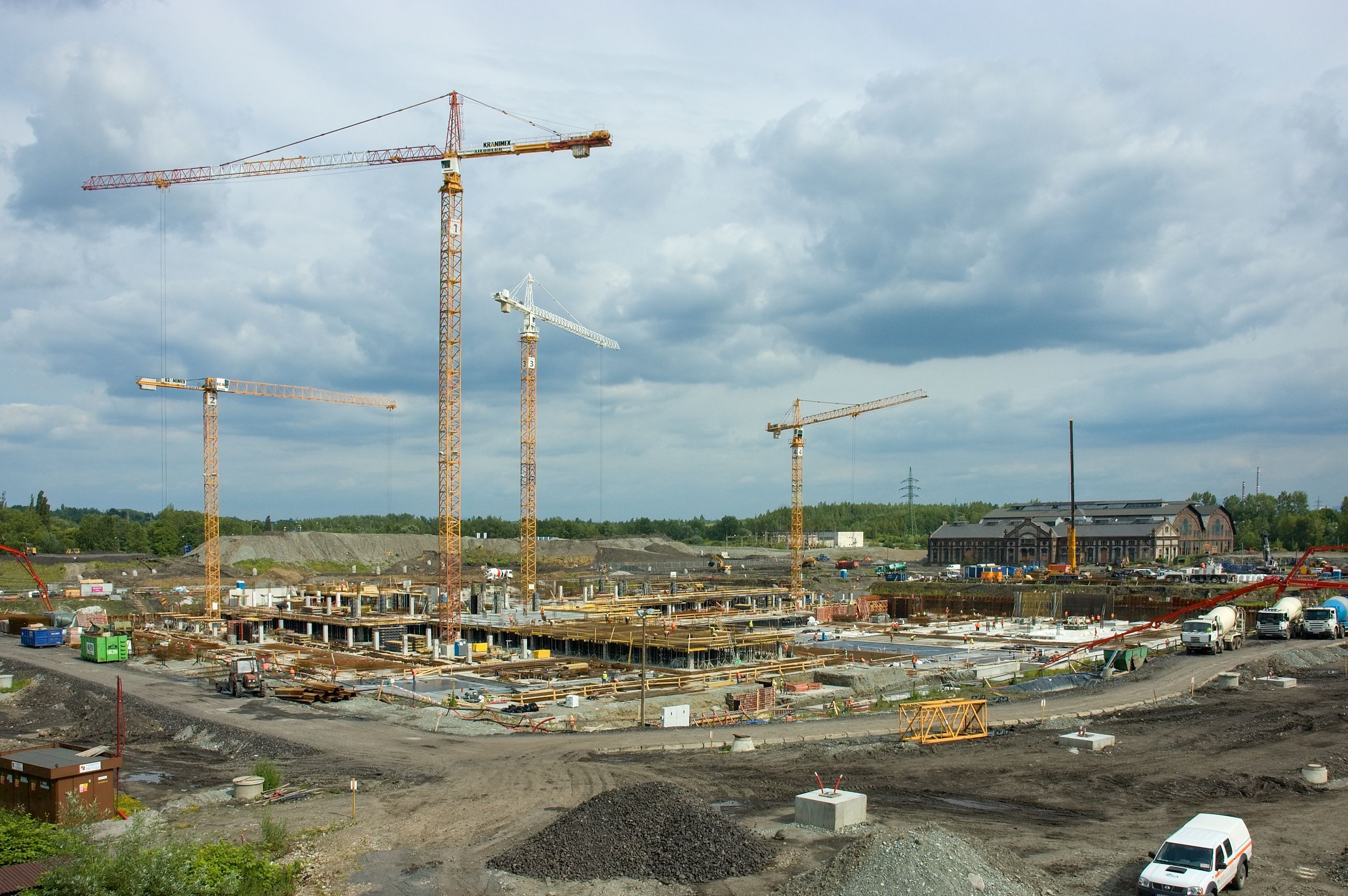
Výstavba obchodního centra v roce 2010

Po revoluci vznikly dohady co bude s nevyužitým bývalým industriálním územím. Před jakoukoliv stavbou na tomto území muselo dojít k sanaci této těžbou znečištěné lokace. To se provádělo po dvou etapách, první provedla firma OKD Rekultivace, a.s. a stála 35,4 milionů korun. Druhá stála 11,7 mil. Kč, byla provedena VOKD, a.s. V roce 1997 byly zahájeny průzkumné práce a v roce 1998 zahájeno čerpání dehtovitých látek, kterých bylo do roku 2001 odčerpáno přes 600 tun. Největší plošné znečištění se nacházelo v hloubce 11 m pod povrchem terénu, odkud se toxické látky šířily po nepropustné jílové vrstvě směrem do centra města. Pro zamezení dalšímu šíření znečišťujících látek bylo Instalováno cca 1200 podzemních těsnicích stěn. Dále byly navrtány čtyři odplyňovací vrty do hloubky 160 m. V letech 1999–2005 proběhlo odtěžení kontaminované zeminy a pomocí termické desorpce se podařilo vyčistit více než 500 tisíc tun zeminy, která byla vracena na původní místo. Takto se přibližně 98 % sanovaného materiálu využilo k rekultivaci území. Vlastní sanace byla dokončena v roce 2006 a do roku 2010 probíhal kontrolní monitoring, který prokázal úspěšné dosažení cílů sanace. 

## Nová Karolina
V červnu 2006 vyhrála nizozemská firma smlouvu na znovuzastavění Karoliny, tentokrát pod názvem Nová Karolina. Záměrem bylo vytvořit moderní čtvrť plnou obchodů, kanceláří a bytů.
Slavnostní začátek výstavby byl 6. června 2008, od listopadu 2008 do ledna 2010 byla výstavba přerušena kvůli ekonomické krizi. Otevření první etapy (obchodně-zábavní centrum Forum Nová Karolina a rezideční byty) proběhlo 22. března 2012, kancelářský objekt Nová Karolina Park byl otevřen v září 2013. Obchodní centrum Nová Karolina získalo díky svému vzhledu lidové hanlivé označení „Fukušima“ (podle havarované jaderné elektrárny Fukušima I).
Od září 2012 do června 2014 probíhala rekonstrukce Trojhalí. Po rekonstrukci má objekt kulturní, společenské a sportovní využití.
V centrální části území vzniklo v roce 2012 náměstí pojmenované po biskupovi Brunovi ze Schauenburku, který je považován za zakladatele Moravské Ostravy. Východně od tohoto náměstí nadále probíhá rozšiřování zástavby rezidenčními objekty. Ve stejném roce byla dokončena lávka pro pěší spojující obchodní centrum s vlakovým nádražím Ostrava střed a ústředním autobusovým nádražím.

Forum Nová Karolina v roce 2012

V roce 2016 investor vrátil městu pozemky, určené pro třetí a čtvrtou etapu výstavby, s tím, že z druhé etapy vzniknou jen některé stavby. Výstavba druhé etapy Nové Karoliny začala 8. června 2017 bytovým domem F.

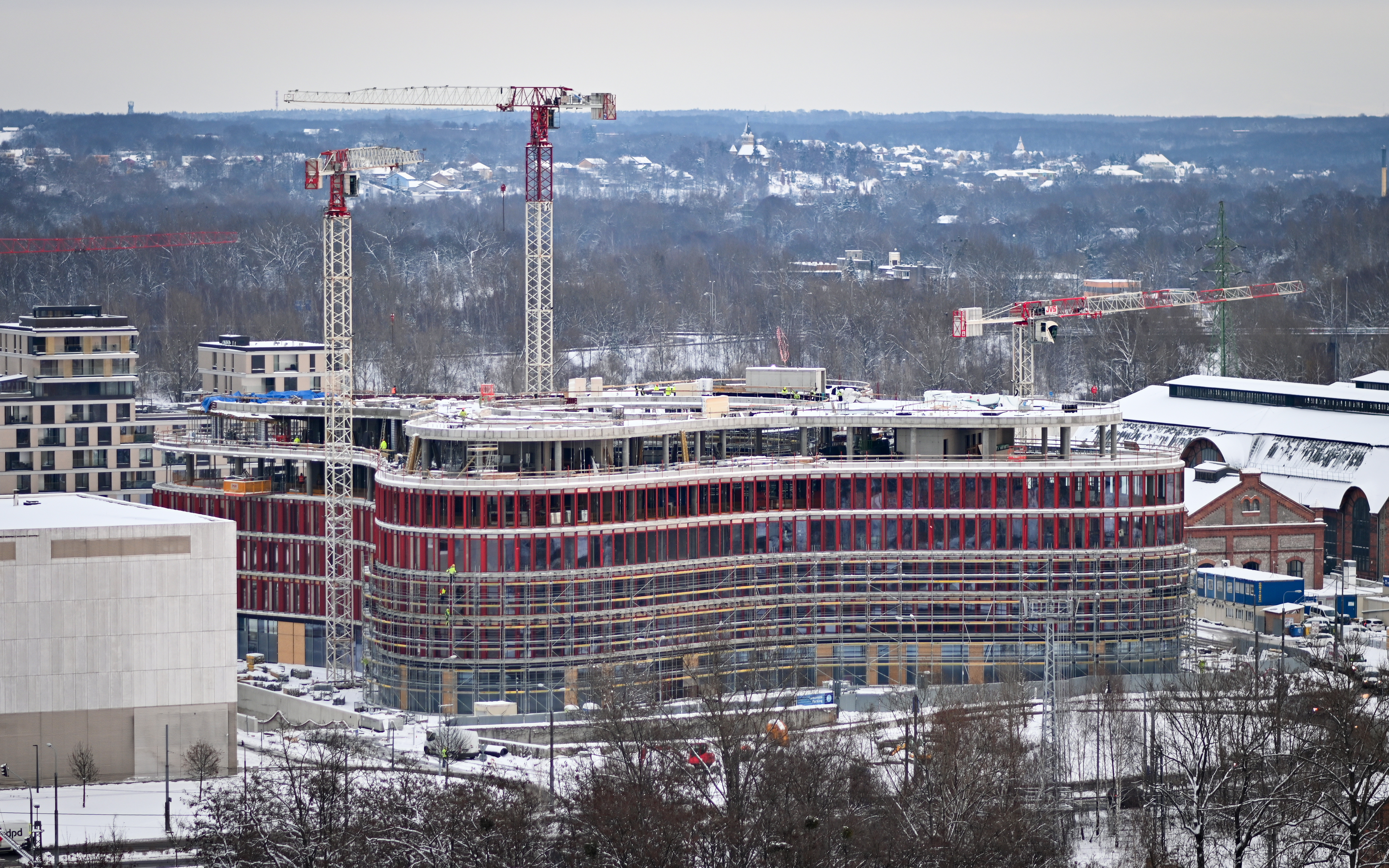
Organica ve výstavbě (2022)

V červenci 2021 byla na volném prostranství jižně od Fora Nová Karolina zahájena výstavba administrativní osmipatrové (z toho dvě podzemní) budovy Organica ve tvaru čtyřlisté vrtule s centrálním kruhovým atriem. Stavba byla slavnostně otevřena v srpnu 2023 s cenou realizace ve výši cca 1,5 mld. Kč. Hlavním uživatelem objektu s celkovou pronajímatelnou plochou cca 23 000 m² se stala finská IT společnost Tietoevry. Objekt disponuje např. vlastní fotovoltaickou elektrárnou, vzduchotechnikou s inteligentní distribucí čerstvého vzduchu, nebo systémem záchytu dešťové vody pro zavlažování zeleně.

### Poznámka
1. ↑  Ke staré elektrárně z roku 1905 přibyla na konci 1. světové války elektrárna nová, která předně zásobovala energiemi průmyslové podniky, ale od roku 1927 byla také zdrojem tepla pro bytové a obchodní domy v centru města. V letech 1974–1983 byla provozována už jen v režimu výtopny napojené na soustavu CZT.